# Drzeńsko (powiat sławieński)
Drzeńsko (niem. Drenzig) – wieś w Polsce położona w województwie zachodniopomorskim, w powiecie sławieńskim, w gminie Malechowo.
W latach 1975–1998 miejscowość administracyjnie należała do województwa koszalińskiego.
Inne miejscowości o nazwie Drzeńsko Drzeńsko